# Pòssum pigmeu occidental
El pòssum pigmeu occidental (Cercartetus concinnus), conegut també com a mundarda, és un petit marsupial originari d'Austràlia. Té una distribució fragmentària que inclou el sud-oest d'Austràlia Occidental, així com zones de conreu de blat d'Austràlia Meridional, Kangaroo Island i Victòria, al sud fins a Edenhope. També viu a l'extrem sud-occidental de Nova Gal·les del Sud.